# Ammobaculoides
Ammobaculoides es un género de foraminífero bentónico de la subfamilia Spiroplectammininae, de la familia Spiroplectamminidae, de la superfamilia Spiroplectamminoidea, del suborden Spiroplectamminina y del orden Lituolida. Su especie tipo es Ammobaculoides navarroensis. Su rango cronoestratigráfico abarca desde el Valanginiense (Cretácico inferior) hasta el Maastrichtiense (Cretácico superior).

## Discusión
Clasificaciones previas incluían Ammobaculoides en el suborden Textulariina del Orden Textulariida, o en el orden Lituolida sin diferenciar el suborden Spiroplectamminina.

## Clasificación
Ammobaculoides incluye a las siguientes especies:
- Ammobaculoides atavus †
- Ammobaculoides athabascensis †
- Ammobaculoides bruneiensis †
- Ammobaculoides carpathicus †
- Ammobaculoides coonanaensis †
- Ammobaculoides exilis †
- Ammobaculoides infrapaleogenicus †
- Ammobaculoides lepidus †
- Ammobaculoides mahadeoi †
- Ammobaculoides minuens †
- Ammobaculoides mosbyensis †
- Ammobaculoides mutabilis †
- Ammobaculoides navarroensis †
- Ammobaculoides parvus †
- Ammobaculoides phaulus †
- Ammobaculoides pitmani †
- Ammobaculoides plummerce †
- Ammobaculoides rickyoungi †
- Ammobaculoides romaensis †
- Ammobaculoides troelensi †
- Ammobaculoides uvaticus †